# 府城七丘
府城七丘或鳳凰七丘是指位在臺南府城城牆範圍內，即臺灣西海岸線東側，臺南市市區中心內的七座被德慶溪及福安坑溪切割的低矮丘陵，海拔多為10到20公尺:14。其分部形狀似於鳳凰，所以又被稱之為鳳凰七丘，臺南也因此為稱為「鳳凰城」，並在日治時期引入鳳凰木種植:14，鳳凰木也是臺南市市樹。日治時期市區改正時，日本人刻意在開闢道路時試圖削低臺南市區的高低差，形成今日市區高低起伏的街道。

## 山丘
位於臺南府城的七座山丘分別是：
- 赤崁/赤嵌(白話字:Chhiah-khàm，臺羅拼音：Tshiah-khàm)
- 鷲嶺(白話字:Chiū-niá，臺羅拼音：Tsiū-niá)
- 山仔尾(白話字:Soaⁿ-á-bóe/bé，臺羅拼音：Suann-á-bué/bé)
- 山川臺(白話字:san-chhoan-tâi，臺羅拼音：san-tshuan-tâi)
- 崙仔頂(白話字：Lūn-á-téng，臺羅拼音Lūn-á-tíng)
- 覆鼎金(白話字：Phak-tiáⁿ-kim，臺羅拼音：Phak-tiánn-kim)
- 尖山(白話字：Chiam-soaⁿ，臺羅拼音：Tsiam-suann)

赤崁位在台南府城內最西方，德慶溪南方；鷲嶺位在西南方，德慶溪支流枋溪的西方；山仔尾位在南方，福安坑溪北方；山川臺位在中央偏東，鷲嶺的東方即德慶溪南方、枋溪東方；崙仔頂位在最東方，德慶溪南方；覆鼎金位在鷲嶺東北方，赤崁東方，德慶溪的北方；尖山位在最北方，覆鼎金的北方。

## 地理

### 赤嵌
赤嵌或赤崁，海拔約8公尺，在今赤崁樓與成功國小一帶，西側舊臨五條港及海岸線，北、東兩側被德慶溪環繞。因地勢較高故荷蘭人在此海濱高阜築普羅民遮城:16。附近大天后宮及祀典武廟海拔約4公尺:19，建築皆因地勢提高，而在每一進逐漸台高地基。現今一帶有赤崁樓、祀典武廟、大天后宮。

### 鷲嶺
鷲嶺海拔約14公尺:22，位置約在現今湯德章紀念公園（民生綠園），為臺南市老城區最高點，為西側崙仔頂向西延伸出，被德慶溪支流溝仔底分割，西南方被福安坑溪下切:22。名稱由來可能出自於佛典中印度靈鷲山，或說因為府城七丘形同靈鷲(鳳凰)，居中稱「鷲嶺」為靈鷲之身。鷲嶺丘頂為北極殿，據說北極殿所在地在荷蘭時期曾是一間漢醫館，鄭軍攻臺時佔有此處以醫治傷兵，後來即將此醫館改建成北極殿。北極殿建築屋與高度極高，與地形相得益彰，正殿後的拜亭則有「鷲嶺」匾額。臺南俗諺「上帝廟坅墘，水仙宮簷前」，指位於鷲嶺之上的上帝廟（臺南北極殿）因地勢較高，其廟埁約相當於位於五條港地勢較低的水仙宮的屋簷。現今附近地標除了有北極殿之外，還有天壇、臺南測候所。

### 山仔尾
山仔尾海拔17公尺，位在延平郡王祠以北，開山路與南門路之間的地帶。現今延平郡王祠後側西南方和大埔街道路近乎有半樓的高度落差:34，設有階梯，附近的臺南市總工會、臺南市圍棋協會皆須登階才能進入:34。此區北端舊時有龍王廟及兩廣會館，皆不存。今日建築地標有延平郡王祠、台灣銀行臺南分行，孔廟商圈、開基永華宮、臺南市立美術館1館

### 山川臺
山川臺或山川壇，是舊時設立風雲雷雨、山川壇的位置故稱山川臺。海拔約20公尺:32，今台南市鐵路西側，東門圓環往西北一帶。鄭成功攻打台灣時在此紮營告祭山川，成為明鄭時期及清朝山川壇所在:32，南方為小南門。山川臺為荷蘭守將貓難實叮(Jacobus Valentyn)投降處，約位在東門圓環旁的大人廟。東門圓環西側入口有石碑紀載此事。:32清初在山川臺西側、御史衙前設校士院。清乾隆三十年(1756年)臺灣知府蔣允焄於校士院舊址改建萬壽宮。日治時期則在萬壽宮舊址建台南地方法院院長宿舍，在圓環旁設立臺南州新豐郡役所。現在附近的建築地標有東門圓環、復興市場、大人廟、新樓醫院、東門陸橋。

### 崙仔頂
崙仔頂，海拔在18至20公尺之間，在衛民街鐵道東側。為地勢較高之沙崙，高度在前鋒路陡降至14公尺以下，清朝舊稱西竹圍、日治改屬竹園町:31。此地有大人廟遷建至東門圓環前的舊址，石萬壽教授亦認為此處為荷蘭人投降處，東門圓環西側入口有石碑紀載此事。。現今有國立臺南一中、博愛國小、臺南縣知事官邸。

### 覆鼎金
覆鼎金因地形如倒蓋的鍋子而得名，海拔約15公尺，位置在衛生福利部臺南醫院一帶。臺南醫院即坐落於覆鼎金峰頂故地勢較高:29。日治時期有臺南慈惠院。

### 尖山
尖山海拔約13 公尺，南面緊鄰德慶溪故地勢較為陡峭，在今大觀音亭至開基玉皇宮一帶。鄭成功部隊攻打台灣時於德慶溪登岸(約三老爺宮處)，鴨母寮北側尖山為鄭成功部隊最初的紮營地，隔天因戰略考量移師崙仔頂和山川台。現今附近有大觀音亭、興濟宮、開基玉皇宮、三老爺宮。

## 府城地區其他山丘
- 桂子山：又名魁斗山、魁子山、貴子山，俗稱桶盤淺、鬼仔山，海拔30公尺，為台南市區最高峰，在今日水交社文化園區，即昔日臺灣府城南門外。清朝時為義塚[11][註 4]，日治時期設有三角點[12]。分為三座山峰，有如三台星，風水上被理解為府學文廟的拱案[註 5][13]。
- 山埔頭：府城內最北方，文元溪西方[3]。郭（郭天賜）、吳（吳火塗）、黃（黃天沃）三大姓最早來此開墾，在此之前，人跡罕至、荒塚壘壘[14]。現為臺南轉運站、糖安宮[14]。
- 馬房山[15]：府城外北方，文元溪燕潭北方。

## 相關
- 覆鼎金(高雄)
- 羅馬七丘